# Astronauta
Astronauta is een geslacht van vlinders van de familie bladrollers (Tortricidae), uit de onderfamilie Olethreutinae.

## Soorten
- A. astrogenes (Meyrick, 1934)
- A. stellans (Meyrick, 1922)